# 최정윤
최정윤(한국 한자: 崔貞允, 1977년 5월 9일 ~ )은 대한민국의 배우다.

## 학력
- 서울신중초등학교 (졸업)
- 대청중학교 (졸업)
- 계원예술고등학교 연극영화과 (졸업)
- 중앙대학교 연극영화학과 (졸업)
- 중앙대학교 대학원 영상예술학과 (졸업)

## 출연 작품

### 드라마
| 연도      | 방송사 | 제목                                           | 역할    | 비고    |
| --------- | ------ | ---------------------------------------------- | ------- | ------- |
| 1996      | MBC    | 남자 셋 여자 셋                                | 최정윤  | 525부작 |
| 1997      | SBS    | 아름다운 그녀                                  | 관장 딸 | 16부작  |
| 1997      | SBS    | 미아리 일번지                                  | 현이    | 63부작  |
| 1997      | SBS    | LA아리랑                                       |         |         |
| 1997      | MBC    | 전원일기                                       |         |         |
| 1998      | MBC    | 사랑                                           |         | 16부작  |
| 1998      | SBS    | 미스터Q                                        | 정나래  | 18부작  |
| 1998      | SBS    | 바람의 노래                                    | 김미미  | 30부작  |
| 1998      | SBS    | 납량특선 8부작 - 성형미인                      | 비너스  |         |
| 1998      | SBS    | 미우나 고우나                                  | 이세나  | 107부작 |
| 1999      | KBS1   | 사람의 집                                      | 김남옥  |         |
| 2000      | MBC    | 신 귀공자                                      | 은하    | 16부작  |
| 2000      | KBS2   | 천둥소리                                       | 성옥    | 50부작  |
| 2001      | KBS2   | 동양극장                                       | 문정현  | 28부작  |
| 2001      | KBS2   | 비단향꽃무                                     | 신희    | 20부작  |
| 2002      | SBS    | 똑바로 살아라                                  | 노정윤  | 239부작 |
| 2003      | MBC    | 옥탑방 고양이                                  | 나혜련  | 16부작  |
| 2004      | KBS2   | 용서                                           | 정수민  | 162부작 |
| 2005      | MBC    | MBC 베스트극장 - 태릉선수촌                    | 방수아  | 8부작   |
| 2006      | MBC    | 사랑은 아무도 못말려                           | 서은주  | 124부작 |
| 2007      | tvN    | 로맨스 헌터                                    | 홍영주  | 16부작  |
| 2007      | SBS    | 불량 커플                                      | 한영    | 16부작  |
| 2007      | SBS    | 그 여자가 무서워                               | 백은애  | 127부작 |
| 2009      | SBS    | 그대 웃어요                                    | 서정경  | 45부작  |
| 2011      | tvN    | 매니                                           | 서도영  | 16부작  |
| 2011~2012 | KBS2   | 오작교 형제들                                  | 차수영  | 58부작  |
| 2012      | MBC    | 천사의 선택                                    | 최은설  | 140부작 |
| 2012      | KBS1   | 힘내요 미스터 김                               | 천지영  | 124부작 |
| 2013      | MBC    | MBC 드라마 페스티벌 - 소년, 소녀를 다시 만나다 | 신나    | 1부작   |
| 2014      | JTBC   | 우리가 사랑할 수 있을까                        | 권지현  | 20부작  |
| 2014      | SBS    | 청담동 스캔들                                  | 은현수  | 119부작 |
| 2021      | SBS    | 아모르 파티 - 사랑하라, 지금                   | 도연희  | 120부작 |
| 2024~2025 | MBC    | 친절한 선주씨                                  | 진상아  | 126부작 |

### 영화
| 연도 | 제목          | 역할    | 비고 |
| ---- | ------------- | ------- | ---- |
| 1997 | 아버지        | 지원    |      |
| 2000 | 가위          | 선애    |      |
| 2000 | 물고기자리    | 마른녀  |      |
| 2002 | 폰            | 민자영  |      |
| 2003 | 써클          | 손미향  |      |
| 2004 | 분신사바      | 호경    |      |
| 2006 | 라디오 스타   | 강석영  |      |
| 2007 | 그놈 목소리   | 하주원  |      |
| 2011 | 나는 아빠다   | 수경    |      |
| 2019 | 감쪽같은 그녀 | 혜인    |      |
| 2023 | 리바운드      | 기범 모 |      |

### 뮤직비디오
| 연도 | 제목             | 가수   | 비고               |
| ---- | ---------------- | ------ | ------------------ |
| 1999 | 〈고백〉         | 박혜경 |                    |
| 2000 | 〈야우(夜雨)〉   | 김민종 | 왜 (김민종의 음반) |
| 2001 | 〈일생동안〉     | 김범수 |                    |
| 2006 | 〈사랑, 참...〉  | 홍경민 |                    |
| 2009 | 〈7년간의 사랑〉 | 규현   |                    |

### 예능
- 2009년 SBS 《일요일이 좋다 - 골드미스가 간다》
- 2015년 SBS 《주먹쥐고 소림사》
- 2016년 채널A 《개밥 주는 남자》 - 특별출연
- 2019년 JTBC2 《바람난 언니들》
- 2020년 JTBC 《가장 보통의 가족》 - 고정출연
- 2021년 TV조선 《미친.사랑.X》 - 게스트
- 2022년 TV조선 《골프왕2》 - 게스트

### 연극
- 2009년 《마이 퍼스트 타임》

## 광고
- 《나드리 화장품 '사이버 21'》
- 《LG텔레콤 'Computerless Internet Service'》
- 《해찬들 태양초 고추장》
- 《캐논 디지털카메라》
- 《'더 퀸즈 웰가'》

## 홍보대사
- 2007년 9월 대한민국 영화연기대상 홍보대사
- 2009년 8월 제17회 이천춘사대상영화제 홍보대사
- 2010년 12월 그린경영임원과정 홍보대사

## 수상 및 후보
| 연도 | 시상식            | 부문                           | 작품          | 결과 |
| ---- | ----------------- | ------------------------------ | ------------- | ---- |
| 2000 | 제21회 청룡영화상 | 여우조연상                     | 가위          | 후보 |
| 2011 | KBS 연기대상      | 장편드라마부문 여자 우수연기상 | 오작교 형제들 | 후보 |
| 2011 | KBS 연기대상      | 베스트 커플상 (with 류수영)    | 오작교 형제들 | 수상 |
| 2012 | MBC 연기대상      | 연속극부문 여자 우수연기상     | 천사의 선택   | 후보 |
| 2014 | SBS 연기대상      | 장편드라마부문 여자 우수연기상 | 청담동 스캔들 | 수상 |

## 사건
- 1998년 2월 전 매니저 김종승씨로부터 방송출연금지 가처분신청 및 손해배상청구소송을 당했고 이 과정에서 영화와 CF  출연료를 제대로 받아주지 않았다며 김종승 전 매니저를 업무상 횡령혐의로 고소했다[2].